# Stade Bouaké
Das Stade Bouaké (seit 2007 auch Stade de la Paix de Bouaké, deutsch Stadion des Friedens) ist ein Fußballstadion mit Leichtathletikanlage in der ivorischen Stadt Bouaké. Die beiden Fußballvereine ASC Bouaké und Alliance Bouaké tragen hier ihre Heimspiele aus. 

## Geschichte
Das Stade Bouaké wurde für den Afrika-Cup 1984 erbaut und war Austragungsort von sieben Partien, davon sechs Gruppenspiele und ein Halbfinale. Während des Bürgerkrieges in der Elfenbeinküste (Oktober 2002 bis März 2007) fanden keine Sportveranstaltungen im Stade Bouaké statt. Die Anlage wurde von den Forces Nouvelles besetzt und vermutlich für Exekutionen von Polizisten und Militärangehörigen der Regierung genutzt. Nach dem offiziellen Ende des Bürgerkrieges am 30. Juli 2007 begann eine grundlegende Renovierung des Stadions.
Schon am 3. Juni 2007 fand im Stadion das Spiel der Elfenbeinküste gegen Madagaskar (5:0) in der Qualifikation zur Fußball-Afrikameisterschaft 2008 statt. Dieses gilt als historisches Spiel im Hinblick auf die nationale Versöhnung, einem wichtigen Punkt des Vertrags von Ouagadougou.
Es bot bis 2020 insgesamt 35.000 Plätze. Es wurde für den Afrika-Cup 2024 renoviert und bietet nun 40.000 überdachte Sitzplätze.

## Spiele des Afrika-Cup 1984
- 05. März 1984, Gruppe B:  Nigeria –  Ghana 2:1 (2:1)
- 05. März 1984, Gruppe B:  Algerien –  Malawi 2:1 (2:1)
- 08. März 1984, Gruppe B:  Malawi –  Nigeria 2:2 (2:2)
- 08. März 1984, Gruppe B:  Algerien –  Ghana 2:0 (0:0)
- 11. März 1984, Gruppe B:  Algerien –  Nigeria 0:0
- 11. März 1984, Gruppe B:  Ghana –  Malawi 1:0 (1:0)
- 14. März 1984, Halbfinale:  Algerien –  Kamerun 0:0 n. V., 4:5 i. E.